# Tetanops parallelus
Tetanops parallelus är en tvåvingeart som beskrevs av Steyskal 1970. Tetanops parallelus ingår i släktet Tetanops och familjen fläckflugor. Inga underarter finns listade i Catalogue of Life.